# Beschermde stads- en dorpsgezichten in Zeeland

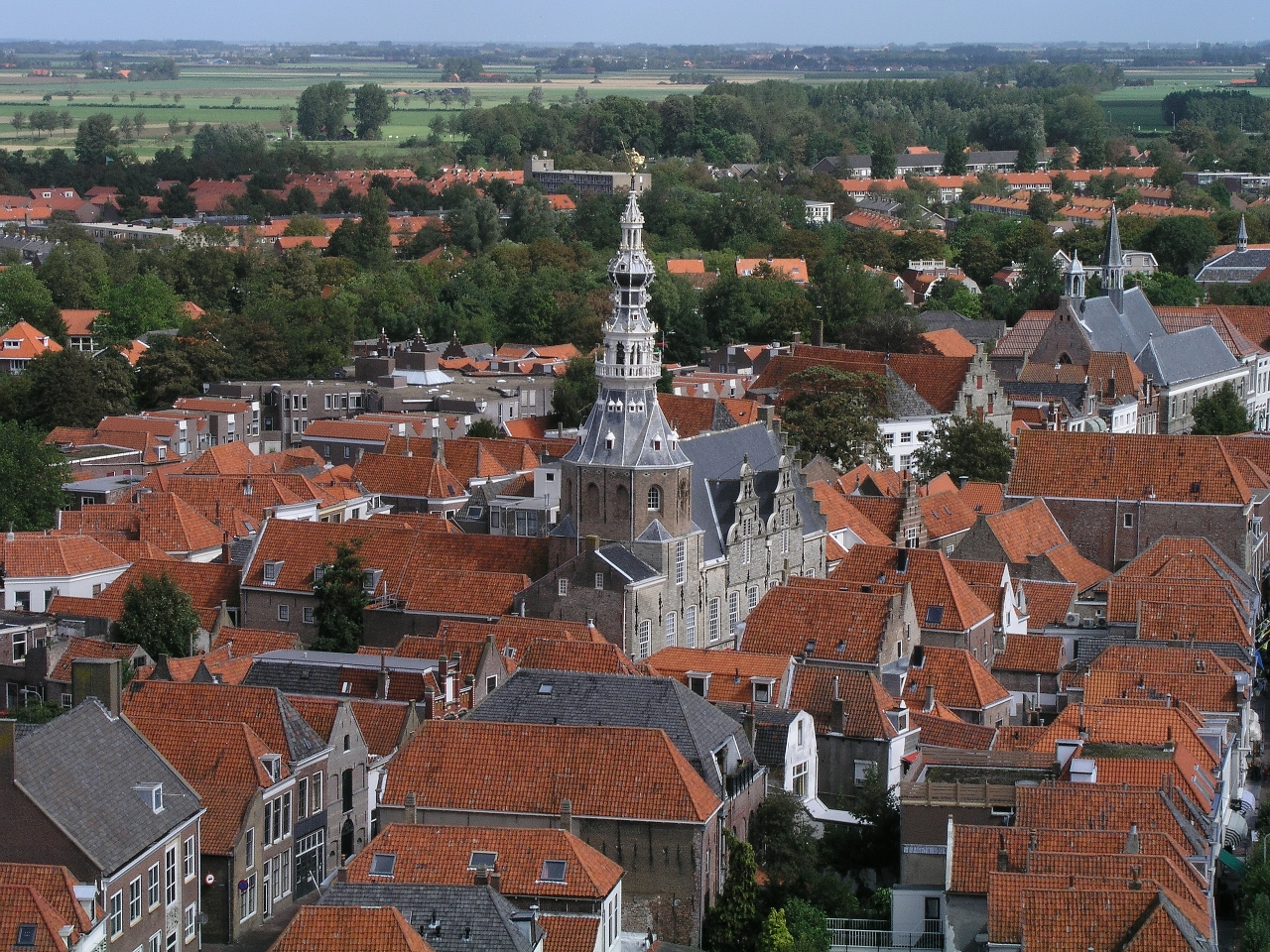
Zierikzee met de toren van het stadhuis er boven uitstekend.

De beschermde stads- en dorpsgezichten in Zeeland zijn de zeventien plaatsen in de Nederlandse provincie Zeeland die zijn aangemerkt als beschermd stads- of dorpsgezicht.
Er zijn respectievelijk tien en zeven beschermde stads- en dorpsgezichten in Zeeland.

## Beschermd stadsgezicht
- Brouwershaven (gezicht)
- Goes (gezicht en Oostsingel)
- Hulst (gezicht)
- Middelburg (gezicht en Noordweg)
- Sint Anna ter Muiden (gezicht)
- Sint Maartensdijk (gezicht)
- Tholen (gezicht)
- Veere (gezicht)
- Vlissingen (gezicht)
- Zierikzee (gezicht)

## Beschermd dorpsgezicht
- Colijnsplaat (gezicht)
- Borssele (gezicht)
- Dreischor (gezicht)
- Kloetinge (gezicht)
- Nisse (gezicht)
- Noordgouwe (gezicht)
- Wemeldinge (gezicht)